# Lepidocyphona
Lepidocyphona is een ondergeslacht van het insectengeslacht Erioptera binnen de familie steltmuggen (Limoniidae).

## Soorten
- E. (Lepidocyphona) rubia (Alexander, 1914)